# Autobahnanschlussstelle Salzburg-West
Salzburg-West ist eine im Gemeindegebiet Wals-Siezenheim gelegene Autobahnanschlussstelle der österreichischen Westautobahn (A1). Sie liegt bei Autobahnkilometer 296,72 und hat demnach die Nummerierung Exit 297.

## Geschichte
Am 13. September 1941 erfolgt die Freigabe der ersten beiden Autobahnabschnitte der Reichsautobahn in der „Ostmark“: von der Behelfs-Anschlussstelle Schwarzbach, etwa 0,7 km westlich der Grenze am Walserberg, bis zur Autobahnanschlussstelle Salzburg-Mitte sowie vom Knoten Salzburg bis zur Autobahnanschlussstelle Salzburg-Süd bei Anif-Grödig. Bis zur Einstellung der Arbeiten 1942 waren bis Salzburg-Nord dann insgesamt 16 Kilometer Autobahn fertiggestellt. Die Autobahnanschlussstelle Salzburg-West war Teil dieses ersten Autobahnabschnitts auf österreichischem Bundesgebiet. Kurz nach dem Wechsel ins 21. Jahrhundert begann die Gemeinde Wals-Siezenheim mit den Planungen eines Kreisverkehrs an der Westseite der Anschlussstelle. Dieser ist inzwischen realisiert.

## Verkehr

### Verkehrsaufkommen
Laut Verkehrsstatistik der ASFINAG frequentieren im August 2018 die Anschlussstelle Salzburg-West wochentags im Durchschnitt täglich insgesamt rund 40.000 Kraftfahrzeuge; freitags und samstags lag der Tagesschnitt bei 43.000 bzw. 34.000 Kfz. An Sonn- und Feiertagen waren es rund 32.000 Fahrzeuge. Richtung Norden war das Verkehrsaufkommen etwas höher als in die Gegenrichtung.

### Verbindungen
Bei der Ausfahrt Salzburg-West ist Richtung Osten und Westen die 324,9 km lange Wiener Straße (B1), eine österreichische Landesstraße, auf der man auf kurzem Weg die Stadt Salzburg und Walserberg erreicht.